# 6079 Gerokurat
6079 Gerokurat eller 1981 DG3 är en asteroid i huvudbältet som upptäcktes den 28 februari 1981 av den amerikanska astronomen Schelte J. Bus vid Siding Spring-observatoriet. Den är uppkallad efter Gero Kurat.
Asteroiden har en diameter på ungefär 22 kilometer och den tillhör asteroidgruppen Ursula.